# Banebdjedet
Banebdjedet (Banedbdjed) was in de Egyptische mythologie de oude ramsgod die vooral vereerd werd in de Nijldelta. Banebdjedet betekent 'de ba Heer van Djedet' (de stad van Mendes). Omdat de onomatopee "ba" (als 'geest' of 'ziel') klonk als het woord 'ba' dat 'ram' betekende, werd de god in de mythologie gezien zoals de voorstelling van de ziel van Osiris. In de Late Periode werd die associatie uitgebreid tot vier manifestaties van de ziel, namelijk die van Re, Osiris, Sjoe en Geb - een aspect van de natuur van Banebdjedet dat aanzienlijk bijdroeg tot zijn belang. Want dit waren de eerste vier goden die over Egypte heersten en waarvoor men grote granieten schrijnen aantreft in het heiligdom van Banebdjedet. De equivalente god van Boven-Egypte was Chnoem.

## Iconografie en functie
Het Boek van de Hemelkoe geeft een beschrijving van de "Ram van Mendes" als zijnde de Ba van Osiris.
Banebdhedet werd afgebeeld als een ram of een man met ramskop, of als een ramskop op zich. Uit het Nieuwe Rijk zijn afbeeldingen met vier koppen overgeleverd, twee naar voor en twee naar achter kijkend, om uitdrukking te geven aan de zielen van de vier goden, die hij vertegenwoordigde.
Als ramsgod werden aan Banebdhedet ook sterke seksuele krachten toegekend. Het was vanwege de seksuele connotaties van de cultus dat de eerste christenen Banebdjedet demoniseerden.

Een optekening uit de papyrus Chester Batty I die in de Tempel van Ramses III (Medinet Haboe) werd bewaard gaat over "de strubbelingen tussen Horus en Seth". In deze mythe uit het Nieuwe Rijk is er discussie over welke van beiden de troon moest worden toegekend en hier speelde Banebdhedet een belangrijke rol als bemiddelaar voor de goden om raad te zoeken bij Neith. Hij wenste vrede en hield aan dat er rampen zouden komen indien de goden de ma'at verwaarloosden.
Maar naarmate de discussie vorderde kwam Banebdhedet steeds sterker met zijn voorkeur voor Seth naar voren, omdat die de oudste zou zijn.
In een kapel van het Ramesseum toont een stele hoe de god Ptah de vorm van Banebdjedet aannam, vanwege zijn viriliteit, om vervolgens geslachtsgemeenschap te hebben met koningin Thuja die Ramses II zou baren. De stele moet de goddelijke afkomst van deze farao bevestigen.

## Cultus
Het centrum van de cultus van Banebdjedet lag in Mendes (het tegenwoordige Tell el-Rub'a) in de noordelijke Delta. Daar werd de god samen met zijn eega, de dolfijngodin Hatmehyt, en zijn zoon Harpocrates vereerd. Men heeft er een begraafplaats met sarcofagen voor de heilige rammen van de god ontdekt. Maar er zijn weinig relicten van zijn cultus. Volgens de Griekse schrijver Pindarus werd de ram tijdens rituelen toegestaan geslachtsgemeenschap met vrouwen te hebben tijdens zijn eredienst, maar hierover bestaat geen aantekening in Egyptische bronnen.
In de Delta bleef Banebdjedet een belangrijke godheid, maar werd geleidelijk door ramgoden uit Boven-Egypte vervangen. Ramskopamuletten uit de Late periode stellen waarschijnlijk deze godheid voor, in ieder geval wanneer ze met vier koppen de quadruple aard van de godheid uitbeelden.
Zijn eega, de godin Hatmehyt ("Eerste onder de vissen") was mogelijk de originele godheid van Mendes. Samen met hun zoon "Het Horuskind"
vormden zij de zogenaamde triade van Mendes.